# Башкирский кадетский корпус имени А. В. Доставалова
Башкирский кадетский корпус Приволжского федерального округа им. Героя России А. В. Доставалова — государственное общеобразовательное учреждение города Ишимбая, одно из самых престижных образовательных учреждений Башкирии.
Основан в 1958 году как школа-интернат № 1, с 1997 года — Республиканская кадетская школа-интернат. В современном виде как юридическое лицо кадетский корпус образован в июле 2013 года. 26-го марта 2014 года присвоено имя Героя России А. В. Доставалова.
В составе кадетского корпуса: интернат, 2 компьютерных класса, библиотека, музей боевой и трудовой славы, актовый и спортивный залы, мастерская технического труда, хозяйственный и медицинский блоки, 2 гимнастических городка, военизированная полоса препятствий, спортивная площадка.
В кадетский корпус принимаются по конкурсу мальчики, окончившие 5—7-е классы. Обучаются 320 кадет.

## История
История кадетского корпуса начинается в конце 1950-х годов, когда на основании постановления бюро Башкирского обкома КПСС от 18.08.1958 «Об открытии школы-интерната в г. Ишимбае» было создано новое образовательное учреждение — семилетняя школа-интернат. В первые годы существования учреждения были созданы драматический и танцевальный кружки, кружок по выпиливанию и выжиганию по дереву, слесарный и столярный кружки.
С 1960 года обучение началось в новом интернатском городке в квартале между улицами Мичурина, Уральской, Мира и Лермонтова. Были построены три типовых здания с классами, кабинетами, мастерскими и спортзалами, а также столовой с переходами в два общежития, прачечной, котельной, гаражом и складами.
В 1961 году школа-интернат одной из первых в регионе учреждений стала восьмилетней. В последующие годы были созданы предметные кабинеты, оборудованные кинопроекторами, видеоскопами, магнитофонами с автоматическим включением. Школа-интернат стала центром туризма и краеведения, в период каникул организовывались походы.
Работали пионерские дружины имени Героя Советского Союза Вали Котика, производилось сотрудничество с пионерами страны. Выпускались стенгазеты по учебным предметам, в жилых комнатах ежемесячно выпускались по две газеты. Также стали действовать школьный хор, клуб любителей художественного чтения и изокружок.
В 1973 году учреждение преобразовалось в Ишимбайскую среднюю общеобразовательную школу-интернат № 1. Расширился круг факультативов по предметам, число кружков. В 1976 году открылся школьный музей, до начала 1990-х годов учащиеся в полном объёме вели краеведческую работу и ходили в походы в окрестные территории. В середине 1970-х годов был создан поисковый клуб «Надежда», работу которого отмечали туристские станции Министерства Просвещения БАССР и РСФСР. Следопыты неоднократно награждались грамотами. Были заложены аллеи Памяти (1979 г.) и Десантников (1980 г.), а в 1986 году установлен памятник воину-освободителю.
1 сентября 1997 года учебное заведение реорганизовалось в Республиканскую кадетскую школу-интернат на основании Распоряжения Президента РФ от 09.04.1997 № 118-рп «О создании образовательных учреждений — кадетских школ (школ-интернатов)» и Распоряжения Кабинета Министров Республики Башкортостан от 01.09.1997 № 842-р. В результате взаимодействия коллектива школы с шефными организациями — Министерством по делам гражданской обороны и чрезвычайных ситуаций РБ, Уфимским государственным авиационным техническим университетом, Уфимским юридическим институтом, Стерлитамакским государственным педагогическим институтом и при помощи Министерства образования была разработана собственная программа обучения и воспитания. Кадеты стали активно заниматься греко-римской борьбой, плаванием, рукопашным боем.
Большое внимание уделялось общеинтеллектуальной и профессиональной подготовке педагогов. С учителями школы-интерната стали активно заниматься преподаватели многих вузов региона. На ишимбайских городских олимпиадах увеличилось число побед среди кадетов. После окончания школы выпускники стали поступать в вузы и ссузы, вместе с аттестатом они получали удостоверения спасателей и (в первые годы) водителей.
В 2013 году на основании Распоряжения Правительства Республики Башкортостан от 15.07.2013 № 910-Р «О переименовании государственного бюджетного общеобразовательного учреждения „Республиканская кадетская школа-интернат“ в государственное бюджетное общеобразовательное учреждение „Башкирский кадетский корпус Приволжского федерального округа“» учреждение предстало в новом виде. Оно создано в рамках проекта «КаДетство» и стало его четвёртым участником в федеральном округе, после Пермского края, Татарии и Удмуртии. 2 сентября того же года полномочный представитель Президента РФ в Приволжском федеральном округе М. В. Бабич и глава Башкирии Р. З. Хамитов торжественно открыли кадетский корпус. Помощь в развитии военного образовательного учреждения возложили на Министерство обороны Российской Федерации, МЧС России и на силовые структуры.
В 2014 году, в День Победы, кадетскому корпусу было присвоено имя Героя России Александра Васильевича Доставалова.

## Музей
На базе кадетского корпуса действует Музей боевой и трудовой славы, созданный в 1976 году по инициативе В. Л. Игнатьева. В залах музея проводятся открытые уроки, семинары, встречи с ветеранами и другие мероприятия.
Музей состоит из четырёх залов — боевой славы (1976 г.), краеведения (1976 г.), «Кадетское образование сегодня» (2010 г.) и «История кадетского корпуса» (1995 г.).

## Руководители
Список директоров кадетского корпуса, начиная от создания школы-интерната:
1. Максютов Лябиб Абдуллович (1958—1974).
2. Шаяхметов Карим Фаткуллович (1974—1982).
3. Ризванова Хатижа Ягафаровна (1982—1985).
4. Баязитов Байрон Гумерович (1985—1986).
5. Хайбуллин Салават Зарипович (1986—2004).
6. Мухамадеев Ришат Минигалимович (2004—2007).
7. Мирасов Рустам Магафурович (2007—2013).
8. Лежень Валерий Иванович (2013—2016).
9. Медведев Александр Сергеевич (2016-н.в.).

## Преподаватели
Победители конкурса на премию Президента РФ
- Мухаметова Р. М.(2006),
- Суяргулова А. Б.(2007),
- Ахметова З. А. (2008),
- Гарифуллин Ю. Ю. (2008).

Победитель конкурса на премию Правительства РБ «Лучший учитель башкирского языка и литературы»
- Амирханова Ф. Т.(2007)